# ساختمان پزشکان
ساختمانِ پزشکان یک مجموعه طنز است که از ۳۱ اردیبهشت تا ۸ مرداد ۱۳۹۰ به کارگردانی سروش صحت از شبکه سه سیما پخش شد.
این مجموعه در ۵۷ قسمت از ۳۱ اردیبهشت ۱۳۹۰ تا ۸ مرداد ۱۳۹۰ در حوالی ساعت ۲۰:۴۵ تا ۲۱:۵۰ دقیقه از شبکهٔ سوم سیما پخش شد. این مجموعه به نویسندگی و کارگردانی سروش صحت و تهیه کنندگی محسن چگینی ساخته شده است.

## خلاصهٔ داستان
نیما افشار روان‌شناس، همراهِ همسر دومش (که بیمار سابق خودش بوده) در منزل والدینش زندگی می‌کند. داستان‌های مجموعه به زندگی پردردسرِ نیما که شامل مشکلاتش با بیماران مختلف، گرفتاری‌های مالی ناشی از پرداخت اجاره‌خانه، اقساط مختلف، مهریهٔ همسر سابقش، تلاش دائمی برای حفظ آرامش و صلح میان والدین و برادر بی‌ملاحظه، همسر وسواس و در نهایت تحمّل منشی کم‌عقلش می‌شود، می‌پردازند.

## بازیگران
- بهنام تشکر در نقش دکتر نیما افشار، روان‌شناس که زندگی پردردسری دارد.
- فرناز رهنما در نقش نازنین فرهمند، نقاش و همسر وسواس نیما که سابقاً بیمار او بوده است.
- بیژن بنفشه‌خواه در نقش دکتر هومن ملک‌زاده «ملکی»، جراح پلاستیک و بهترین دوست نیما
- شقایق دهقان در نقش پرستو شیرزاد، منشی کم‌عقل نیما و هومن که بعدها با هومن ازدواج می‌کند.
- هومن برق‌نورد در نقش ناصر افشار، برادر بزرگ‌تر نیما که چند سال زندانی بوده است و اکنون در شراکت با نهال کمالی، یک باشگاه اروبیک را مدیریت می‌کند.
- هوشنگ حریرچیان در نقش فرید افشار، حسابدار بازنشسته و پدر خسیس نیما و ناصر
- پروین قائم‌مقامی در نقش محبوبه افشار، خانه‌دار و مادر ایرادگیر نیما و ناصر
- مونا فرجاد در نقش دکتر کتایون «کتی» برهان‌نژاد، روان‌پزشک و همسر سابق نیما
- محمد شیری در نقش سرهنگ محمدی، افسر کلانتری
- امید روحانی در نقش دکتر امیرمنصور سهرابی، جراح عمومی و مدیر ساختمان پزشکان که بیشتر مواقع با نیما بدرفتاری می‌کند.
- نعیمه نظام‌دوست در نقش نهال کمالی مطلق، همسر دکتر سهرابی که نیمی از ساختمان پزشکان به نام اوست و در آن، یک باشگاه اروبیک با شراکت ناصر افشار بنیان‌گذاری کرده است.
- رضا کریمی در نقش کسری کمالی مطلق، کافه‌دار و برادر کوچک‌تر نهال
- اصغر حیدری در نقش فیروز معدنچی، سرایدار ساختمان پزشکان که بیشتر مواقع با نیما بدرفتاری می‌کند؛ معلوم می‌شود که او پسر دکتر سهرابی است.
- سیروس ابراهیم‌زاده در نقش دکتر سیروس فرزانه، روان‌شناس و استادِ ماهر نیما که دربارهٔ پایان‌نامه دکتری او سخت‌گیری می‌کند.
- مجید شهریاری در نقش دکتر مجید جزینی، ارتوپد
- مهدی محمدزاده در نقش دکتر حمید شریفی، اورولوژ
- مرجان سپهری در نقش دکتر نازآفرین محبوب، دندان‌پزشک که بعدها با ناصر ازدواج می‌کند.
- رضا کرد در نقش فرخ، خلافکار و دوست ناصر که در زندان هم‌بند بوده‌اند.
- رامبد جوان در نقش مهرزاد ارسطو، نامزد سابقِ پولدارِ خانم شیرزاد
- حدیث میرامینی در نقش حوری، نامزد سابق هومن
- مهیار شاپوری در نقش امید مرتضوی، نامزد سابق کتی
- امیر برادران در نقش مظفر تاجیک، کارآفرین پولداری که قصد دوستی با نیما و نازنین داشت.
- سارا قبه در نقش کتی، همسر تاجیک
- مریم توکلی در نقش خانم جم، منشی جدید نیما و هومن که در نهایت اخراج می‌شود.
- گلاره دربندی در نقش گلاره، منشی دکتر شریفی

## حواشی سریال
یکی از حواشی سریال، به تصویر کشیدن همجنس‌گرایی بود. این موضوع اشاره به قسمتی دارد که پدر نیما، دوست نیما را با خود به خانهٔ خودشان می‌برد و پس از بستن درها و پنجره‌ها و همچنین انداختن پرده‌ها، لحاف و تشکی فراهم کرده و از وی می‌خواهد که آنجا بنشیند؛ البته در لحظهٔ آخر که دوست نیما هم به شدت از این اقدامات ترسیده بود، مشخص می‌شود که پدر نیما قصد داشته از لای تشک پول خارج کند.
مهراب قاسم‌خانی در مواجهه با این مستندات گفت: «به ما اتهام‌های عجیب و غریبی زده‌اند … اتفاقاً سر سریال ساختمان پزشکان بود که پیمان برای من لینکی فرستاد که ما را فراماسونر معرفی کرده بودند. من واقعاً تعریف درستی از این واژه نداشتم. بعد رفتم تحقیق کنم که فراماسونری اصلاً چیست.»
سروش صحت: «خیلی به این موضوع فکر کردم. در حرف، همه از ما طنز گزنده می‌خواهند که زشتی‌ها را نشان بدهد. اگر در کار طنز کسی دروغ می‌گوید و خیلی‌زود هم دروغش لو می‌رود یا آن دروغ شرایط سخت‌تری برایش ایجاد می‌کند، ما دروغ را ترویج کرده‌ایم؟ ...»